# N.H. Rasmussen (seminarieforstander)
 Der er flere personer med dette navn, se Niels Rasmussen.
Niels Hansen Rasmussen (29. september 1882 i Vejlby Sogn – 2. oktober 1955 i Haslev) var seminarieforstander i Haslev.
Niels Hansen Rasmussen var født i Staurby i Vejlby Sogn ved Middelfart som søn af gårdfæster og sognefoged Peder Rasmussen og hustru Margrethe, og i 1910 blev han gift med Abelone, f. Rasmussen (1884).
N.H. Rasmussen blev student fra Odense Katedralskole i 1903 og cand.theol. i 1909. Som nybagt teolog blev han straks lærer på Haslev Seminarium i 1909, og i perioden 1919–1950 var han seminariets forstander. 
Han blev medlem af sognerådet i 1929, var næstformand 1929–33 og 1937–46, formand 1933–37 og fra 1946. Han var medlem af menighedsrådet 1926–30 og af skolekommissionen 1934, formand 1946. Medlem af repræsentantskabet for Landbygningernes Brandforsikring 1939. Han var Ridder af Dannebrog.
Hans livsholdning var funderet i Indre Mission.